# Notopteris neocaledonica
Notopteris neocaledonica
Espèce
Statut de conservation UICN

 EN  : En danger
Statut CITES
Notopteris neocaledonica (Trouessart, 1908) est une espèce de chiroptères, du genre Notopteris, endémique de Nouvelle-Calédonie, uniquement sur la Grande Terre.